# Pimpinella richardsiae
Pimpinella richardsiae är en flockblommig växtart som beskrevs av C.C.Towns. Pimpinella richardsiae ingår i släktet bockrötter, och familjen flockblommiga växter. Inga underarter finns listade i Catalogue of Life.